# Stylogaster fasciata
Stylogaster fasciata är en tvåvingeart som beskrevs av Aldrich 1930. Stylogaster fasciata ingår i släktet Stylogaster och familjen stekelflugor.
Artens utbredningsområde är Guyana. Inga underarter finns listade i Catalogue of Life.